# Thần Châu 10

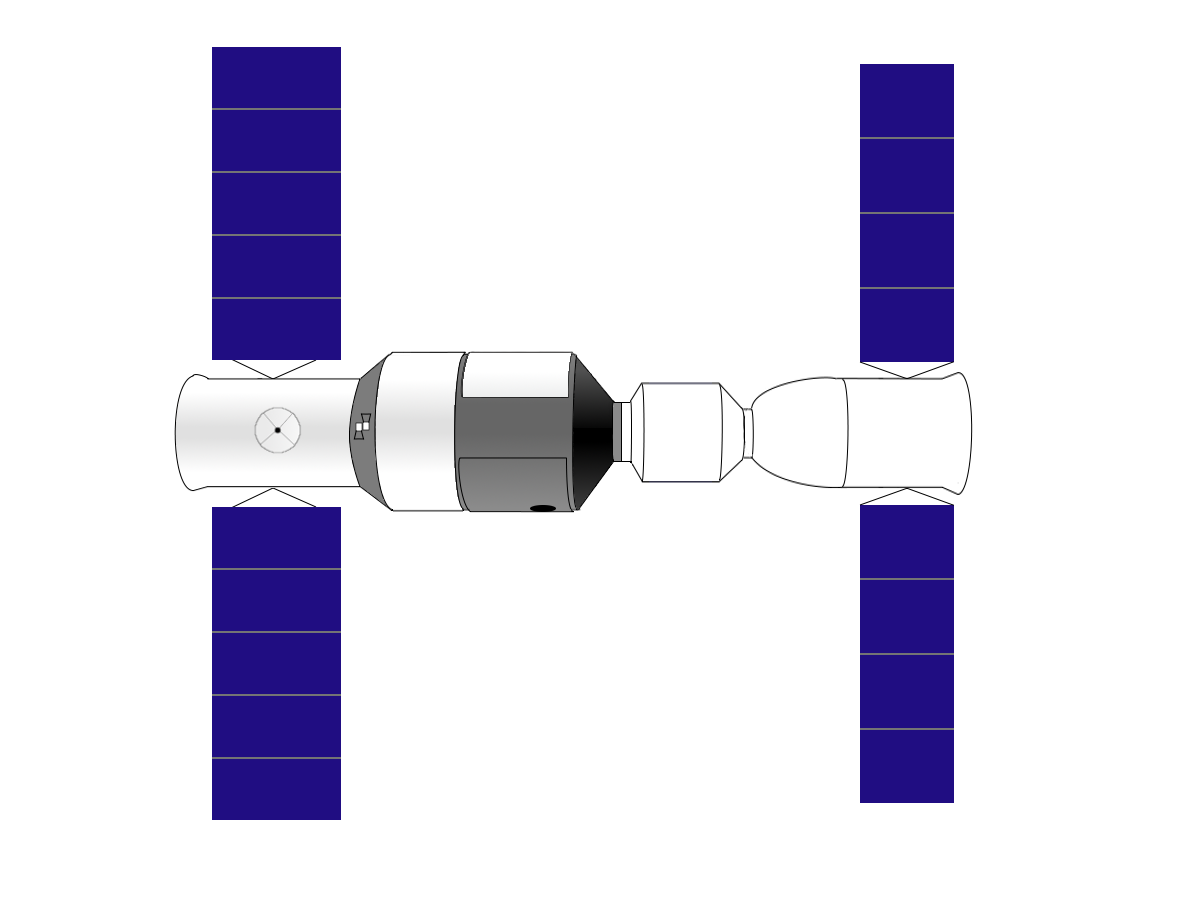
Hình vẽ Thần Châu 10 (phải) được ghép nối với Thiên Cung 1 (trái)

Thần Châu 10 (tiếng Trung: 神舟十号; Hán-Việt: Thần Châu thập hiệu) là một chuyến bay có người lái vào không gian nằm trong chương trình Thần Châu của Cộng hòa Nhân dân Trung Hoa được lên kế hoạch phóng vào ngày 12 tháng 6 năm 2013, đưa 3 nhà du hành vũ trụ lên quỹ đạo. Thần Châu 10 đã rời bệ phóng tại Trung tâm Phóng vệ tinh Tửu Tuyền, tỉnh Cam Túc.
Theo Cục hàng không vũ trụ Trung Quốc (CNSA), tàu vũ trụ Thần Châu 10 sẽ được ghép nối với môđun không gian Thiên Cung 1 (được phóng từ ngày 29 tháng 9 năm 2011), đây cũng là nhiệm vụ cuối cùng của Thiên Cung 1. Thần Châu 10 sẽ lắp ghép với trạm không gian Thiên Cung 1 của Trung Quốc, dự kiến phi hành đoàn sẽ ở lại trên quỹ đạo trong 15 ngày để thực hiện các thí nghiệm y học và công nghệ vũ trụ. Đây là lần thứ 5 Trung Quốc phóng thành công tàu vũ trụ có người lái.
Chuyến đi này có một phi hành đoàn gồm ba nhà du hành: Nhiếp Hải Thắng, Trương Hiểu Quang và Vương Á Bình, trong đó Vương Á Bình là nữ phi hành gia.